# Trào lưu văn học
Trào lưu văn học (tiếng Pháp: courant littéraire) hay xu hướng văn học là hiện tượng lịch sử gắn liền với sự vận động mạnh mẽ của quá trình văn học nhằm khắc phục những mâu thuẫn nội tại để đưa văn học phát triển sang một giai đoạn mới hoặc theo một hướng nhất định nào đó.
Trào lưu văn học được đánh dấu bằng sự xuất hiện một loạt sáng tác của các nhà văn có khả năng tạo ra những cách tân táo bạo làm đảo lộn những kinh nghiệm nghệ thuật truyền thống, và cùng với nó là sự xuất hiện của những nhà lí luận tiên phong giữ vai trò “lập pháp”, phát ngôn cho một hệ thống nguyên tắc sáng tạo mới, bác bỏ những nguyên tắc sáng tạo mà họ cho là đã lỗi thời.
Đồng thời, trào lưu văn học còn lôi cuốn sự tham gia của đông đảo nhà văn có quan điểm tư tưởng xã hội và quan điểm thẩm mỹ tương đối gần gũi, thống nhất với nhau. Như vậy, trào lưu văn học là một phong trào văn học rầm rộ, có ý thức tự giác biểu hiện thành cương lĩnh.
Chẳng hạn, phong trào cổ văn đời Đường (thế kỷ VIII – IX Trung Quốc) còn để lại hàng trăm bài văn nổi tiếng của các tác giả tiêu biểu như Hàn Dũ, Liễu Tông Nguyên,... có ý thức chống lại lối văn hình thức chủ nghĩa, kiểu cách biền ngẫu, khôi phục lối văn trong sáng, giản dị đời trước.
Trong quá trình vận động, văn học thế giới lần lượt làm nảy sinh những trào lưu văn học lớn nhỏ, đánh dấu những bước phát triển quan trọng của nó, như: chủ nghĩa hiện thực Phục hưng, Ba-rốc, chủ nghĩa cổ điển, chủ nghĩa tình cảm, chủ nghĩa lãng mạn, chủ nghĩa hiện thực và chủ nghĩa hiện thực phê phán, chủ nghĩa tự nhiên, chủ nghĩa tượng trưng, chủ nghĩa hiện thực xã hội chủ nghĩa,... Mỗi trào lưu văn học như vậy đều là một phong trào sáng tác có cương lĩnh riêng.
Các trào lưu văn học thường gắn với nhóm nhà văn hoặc hội văn học là cơ sở để đề xướng cương lĩnh ấy. Ví dụ: Chủ nghĩa cổ điển Pháp gắn với hoạt động của các nhà văn và nhà lí luận Man-léc-bơ, Coóc-nây, Mô-li-e, Ra-xin, Boa-lô. Chủ nghĩa lãng mạn trong văn học Việt Nam trước 1945 gắn với nhóm Tự lực văn đoàn.
Dĩ nhiên, phạm vi trào lưu văn học bao giờ cũng rộng hơn hoạt động của nhóm văn học.
Sáng tác của các nhà văn thuộc một trào lưu văn học thường có những đặc điểm giống nhau. Đó là sự giống nhau trong hệ thống đề tài (chẳng hạn đề tài nông thôn trong văn học hiện thực phê phán Việt Nam trước 1945), các môtíp chủ đề, thể hiện sự thống nhất trong cách nhìn nhận, đánh giá nhu cầu và những vấn đề của thời đại.
Đó còn là sự giống nhau của mô hình thế giới được tạo ra trong sáng tác của các nhà văn, thể hiện sự thống nhất trong nguyên tắc nhận thức con người và cuộc sống. Mô hình hiện thực được phản ánh trong văn học của chủ nghĩa cổ điển, chủ nghĩa tình cảm, chủ nghĩa lãng mạn là một thế giới bổ đôi, phân cực theo những kiểu khác nhau. Chủ nghĩa hiện thực phê phán thế kỷ XIX tô đậm mô hình về sự lệ thuộc nghiệt ngã giữa con người với hoàn cảnh, tính cách với môi trường.
Sự thống nhất cao độ trong nguyên tắc nhận thức đời sống và con người chứng tỏ hạt nhân của trào lưu văn học là phương pháp sáng tác. Chính với ý nghĩa này, thông thường, từ sau chủ nghĩa cổ điển, tên gọi trào lưu văn học cũng đồng thời là tên gọi phương pháp sáng tác và ngược lại.
Chẳng hạn, trào lưu văn học và phương pháp sáng tác hiện thực chủ nghĩa. Dĩ nhiên cũng có những trào lưu văn học không thể tạo ra được một phương pháp sáng tác riêng, tức là không thể tạo ra được một cuộc cách mạng nghệ thuật. Đó là trường hợp trào lưu văn học được hình thành trên cơ sở một phong trào xã hội, hay một quá trình vận động tư tưởng rộng lớn, với đội ngũ sáng tác xem hoạt động văn học chỉ như một phương tiện giải quyết các nhiệm vụ xã hội, chính trị, chứ không nhằm vào những mục đích nghệ thuật Trào lưu văn học là hiện tượng cực kì phức tạp, chứa đựng nhiều mâu thuẫn nội tại. Có nhiều nguyên nhân dẫn tới tình trạng ấy.
Thứ nhất, trào lưu văn học không phải là hiện tượng thuần nhất về phương diện tư tưởng.
Thứ hai, trào lưu văn học không phải là hiện tượng nhất thành bất biến. Mỗi trào lưu văn học bao giờ cũng trải qua nhiều giai đoạn vận động: phát sinh, phát triển rồi già cỗi. Trong quá trình vận động ấy, mỗi trào lưu văn học tạo ra trong bản thân những tiền đề, mầm mống của một trào lưu văn học khác.
Cuối cùng, trào lưu văn học không phải là một hệ thống khép kín.
Nhiều trào lưu văn học khác nhau có thể song song tồn tại trong cùng một giai đoạn lịch sử. Các trào lưu ấy thường xuyên tác động qua lại và chịu ảnh hưởng lẫn nhau.
Là hiện tượng lịch sử, sự xuất hiện của trào lưu văn học bao giờ cũng gắn với tiền sâu xa trong đời sống kinh tế, chính trị và văn hóa của xã hội và thời đại. Trào lưu văn học với nội dung đích thực của nó chỉ xuất hiện khi tình trạng Văn – Sử, Văn – Triết bất phân được chấm dứt, văn học thực sự trở thành một nghệ thuật độc lập với tư cách là nghệ thuật ngôn từ và ý thức cá nhân được phát triển tới mức cho phép nghệ sĩ lựa chọn và thể hiện quan điểm cá nhân trong sáng tạo văn học. Do những tiền đề lịch sử quy định, ở phương Tây, các trào lưu văn học xuất hiện theo một trình tự nghiêm ngặt và phát triển đạt tới trình độ “cổ điển” mẫu mực.
Trong văn học Á – Phi, trào lưu văn học xuất hiện muộn hơn, hàng loạt giai đoạn vận động bị bỏ qua, các trào lưu văn học đã xuất hiện thường phát triển với tốc độ hết sức mau lẹ. Nhưng đặc trưng dân tộc của các nền văn học dù có độc đáo, đa dạng bao nhiêu thì trào lưu văn học vẫn là hiện tượng mang tính quốc tế. Cuộc đấu tranh thường xuyên, liên tục nhằm giải quyết những mâu thuẫn nội tại của văn học, trong nội bộ một trào lưu, giữa trào lưu này với trào lưu khác, vừa là hình thức, vừa là động lực vận động của quá trình văn học hiện đại.